# Баландюк Микола Степанович
Мико́ла Степа́нович Баландю́к (8 січня 1947 — 26 травня 2020) — народний депутат України 1-го скликання.

## Біографія
Народився 8 січня 1947 року, в селі Ліпляве, Гельмязівський район, Полтавська область, УРСР в сім'ї селян. Українець, освіта вища, інженер-електрик, закінчив Дніпродзержинський індустріальний інститут ім. Арсенічева.
1964 — студент Дніпродзержинського індустріального технікуму.
1966 — слюсар Придніпровського хімічного заводу міста Дніпродзержинськ.
1967 — служба в Радянській Армії.
1970 — слюсар, майстер, старший майстер, заступник секретаря парткому, начальник цеху ВО «Придніпровський хімічний завод».
1986 — брав участь в ліквідації наслідків аварії на Чорнобильській АЕС, заступник начальника управління будівництва № 605.
1994 — радник французької фірми «АЦПЄ», голова спостережної ради інвестиційного фонду «Вітчизна».
Член КПРС. Член об'єднання «Нова Україна».
Висунутий кандидатом у народні депутати, трудовим колективом ВО «Придніпровський хімічний завод».
18 березня 1990 року обраний народним депутатом України, 2-й тур 59.80 % голосів, 7 претендентів.
- Дніпропетровська область
- Баглійський виборчий округ № 84
- Дата прийняття депутатських повноважень: 15 травня 1990 року.
- Дата припинення депутатських повноважень: 10 травня 1994 року.

Входив до групи «Злагода — Центр».
Член, секретар Комісії ВР України у закордонних справах.
Кандидат в Народні депутати України, Верховної Ради XIII скликання висунутий виборцями 1-й тур — 2.91 % голосів 8-ме місце з 9-ти претендентів.
Нагороджений Почесною грамотою Президії ВР УРСР.
Одружений, має дитину.